# Refuge Marinelli Bombardieri
Le refuge Marinelli Bombardieri se situe dans la province de Sondrio, en Lombardie.
Il est situé à 2 813 m d'altitude. Il est équipé de matelas, de couvertures et du gaz mais n'est pas chauffé. Du refuge on peut atteindre les sommets suivants :
- piz Bernina par les refuges Marco et Rosa ;
- piz Palü ;
- piz Roseg ;
- Bellavista ;
- piz Zupò ;
- piz Argient.